# Cronologia da genética
Marcos na história da genética

## Antes de 1900
- 1859 - Charles Darwin publica A origem das espécies.
- 1866 - Gregor Mendel publica  Experimentos em hibridação vegetal.

## 1900-1919
- 1900 - As leis fundamentais da hereditariedade, descobertas por Mendel em 1865, são redescobertas independentemente por C. Correns, H. Vries, e E. von Tschermak.
- 1901 - Vries adota o termo mutação para descrever mudanças na qualidade do material hereditário.
- 1902-1909 - W. Bateson cria os termos  Homozigoto, heterozigoto, alelomorfo e epistasia, além de uma nomenclatura para designar as gerações em experimentos genéticos: P, F1, F2 etc.
- 1903 - Cromossomas descobertos como sendo as unidades da hereditariedade.
- 1905 - O biólogo William Bateson utiliza o termo "genética" numa carta dirigida a Adam Sedgwick.
- 1905 - N. M. Stevens descreve os cromossomos sexuais X e Y no besouro Tenebrio molitor.
- 1905 - Lucien Cuénot obtém primeiro indício de fatos genétio letal (gene letal), confirmado em 1910 por W. E. Castle e C. C. Litle.
- 1906 - W. Bateson e seus colaboradores E. R Saunders e Saunders e R. C. Punnett descrevem o primeiro caso de ligação gênica (linkage), em ervilha-doce, e de interação genética na herança da forma da crista de galináceos.
- 1906 - L. Doncaster e H. Raynor descobrem a herança ligada ao sexo em mariposas.
- 1910 - Thomas Hunt Morgan demonstra que os genes estão localizados nos cromossomas.
- 1913 - Alfred Sturtevant elabora o primeiro mapa genético de um cromossoma.
- 1913 - Mapas genéticos mostram cromossomas contendo arranjos lineares de genes.
- 1918 - Ronald Fisher publica On the correlation between relatives on the supposition of Mendelian inheritance - a sintese moderna dá os seus primeiros passos.

## 1920-1959
- 1927 - Mudanças físicas nos genes são denominadas mutações.
- 1928 - Frederick Griffith descobre uma molécula de hereditariedade que é transmissível entre bactérias.
- 1931 - Sobrecruzamento (Crossing over) é a causa da recombinação genética.
- 1933 - Morgan recebe o Prêmio Nobel de Fisiologia ou Medicina pelo desenvolvimento da teoria cromossômica da herança com seus trabalhos com a mosca Drosophila melanogaster.
- 1941 - Edward Lawrie Tatum e George Wells Beadle demonstram que os genes codificam proteínas; ver o dogma central da genética original.
- 1944 - Oswald Theodore Avery, Colin McLeod e Maclyn McCarty isolam o DNA como sendo material genético (na altura chamado princípio transformante).
- 1946 - Muller recebe o Prêmio Nobel de Fisiologia ou Medicina pela demostração dos efeitos mutagênicos de raios X em Drosophila melanogaster.
- 1951 - Erwin Chargaff mostra que os quatro nucleótidos não estão presentes no ácido nucleico em proporções estáveis, mas que algumas regras básicas se aplicam (quantidade de timina igual à de adenina). Barbara McClintock descobre transposões no milho.
- 1952 - A experiência de Hershey-Chase prova que a informação genética de fagos e de todos os outros organismos é composto por DNA.
- 1953 - A estrutura do DNA (dupla hélice) é descoberta por James Watson e Francis Crick.
- 1956 - Jo Hin Tjio e Albert Levan estabelecem que o número correcto de cromossomas na espécie humana é de 46 (n=23).
- 1958 - George Wells Beadle, Edward Lawrie Tatum, Joshua Lederberg receberam o Prêmio Nobel de Fisiologia ou Medicina. Os dois primeiros pela comprovação de que os genes atuam controlando a síntese de proteínas nas células, o terceiro por ter desvendado os processos de recombinação genética em bactérias.
- 1958 - A experiência de Meselson-Stahl demonstra que o DNA tem uma replicação semi-conservativa
- 1959 - Severo Ochoa e Arthur Kornberg  receberam o Prêmio Nobel de Fisiologia ou Medicina por suas descobertas acerca da síntese de ácidos nucléicos nas células.

## 1960-1989
- 1961 - O código genético está organizado em tripletos.
- 1962 Francis Harry Compton Crick, James Dewey Watson, Maurice Hugh Frederick  Wilkins receberam o Prêmio Nobel de Fisiologia ou Medicina pela descoberta da estrutura do DNA.
- 1964 - Howard Temin mostra, usando vírus de RNA, que o dogma central de Watson não é sempre verdade.
- 1965 - François Jacob, André Lwoff, Jacques Monod receberam o Prêmio Nobel de Fisiologia ou Medicina pelo trabalhos sobre regulação da atividade gênica em bactérias e em vírus.
- 1968 - Robert W. Holley, Har Gobind Khorana, Marshall W. Nirenberg receberam o Prêmio Nobel de Fisiologia ou Medicina pela decifração do código genético e seu papel na síntese das proteínas.
- 1969 - Max Delbrück, Alfred D. Hershey, Salvador E. Luria receberam o Prêmio Nobel de Fisiologia ou Medicina por suas descobertas sobre a estrutura genética e os mecanismos de replicação dos bacteriófagos.
- 1970 - Enzimas de restrição são descobertas em estudos com a Haemophilius influenzae, permitindo assim aos cientistas o corte do DNA e a sua transferêcia entre organismos.
- 1977 - DNA é sequenciado pela primeira vez por Fred Sanger, Walter Gilbert e Allan Maxam. O laboratório de Sanger completa a sequência completa do genoma de Bacteriófago Phi-X174.
- 1978 - Werner Arber, Daniel Nathans, Hamilton O. Smith receberam o Prêmio Nobel de Fisiologia ou Medicina pela descoberta da enzima de restrição e suas aplicação em problemas de Genética molecular.
- 1980 - Baruj Benacerraf, Jean Dausset, George D. Snell receberam o Prêmio Nobel de Fisiologia ou Medicina pelas suas descobertas acerca de estruturas da superfície celular determinadas geneticamente que regulam as reacções imunológicas (Sistema HLA)
- 1983 - Kary Banks Mullis descobre a reacção de polimerização em cadeia (en:PCR), proporcionando um meio fácil de amplificar DNA.
- 1983 - Barbara McClintock recebe o Prêmio Nobel de Fisiologia ou Medicina pelo seu trabalho com os transposões.
- 1987 -  Susumu Tonegawa recebe o Prêmio Nobel de Fisiologia ou Medicina pela sua descoberta do fundamento genético da formação de uma ampla variedade de anticorpos.
- 1989 - J. Michael Bishop, Harold E. Varmus receberam o Prêmio Nobel de Fisiologia ou Medicina pela compreensão do modo como a produção de tumores malignos a partir de alterações que se produzem nos genes normais de uma célula, que não são apenas produzidos por vírus, mas também podem ser produzidos por radiações, substâncias químicas, etc.
- 1989 - Um gene humano é sequenciado pela primeira vez por Francis Collins e Lap-Chee Tsui: codifica uma proteína que no seu estado defeituoso provoca a fibrose cística.

## 1990-2010
- 1993- Richard J. Roberts, Phillip A. Sharp receberam o Prêmio Nobel de Fisiologia ou Medicina pelo seu trabalho sobre os intrões, fragmentos de ADN não relacionados com a informação genética.
- 1995 - O genoma de  Haemophilus influenzae é o primeiro de um organismo vivo a ser sequenciado.
- 1995 - Edward B. Lewis, Christiane Nüsslein-Volhard, Eric F. Wieschaus receberam o Prêmio Nobel de Fisiologia ou Medicina pela identificação dos genes que controlam o iníco do desenvolvimento dos animais (gene homeótico)
- 1996 - Primeiro genoma de um eucariota a ser sequenciado: Saccharomyces cerevisiae.
- 1997 - Stanley B. Prusiner recebe o Prêmio Nobel de Fisiologia ou Medicina descoberta do prião como partícula infecciosa proteica
- 1998 - É publicada a primeira sequência genómica de um organismo eucariota multicelular: C. elegans.
- 2001 - Primeiro rascunho da sequência do genoma humano é publicado.
- 2002 - Sydney Brenner, H. Robert Horvitz, John E. Sulston receberam o Prêmio Nobel de Fisiologia ou Medicina pela sua investigação sobre o fenómeno da apoptose com os nemátodos Caenorhabditis elegans, sobre a regulação genética do desenvolvimento dos órgãos e o processo de morte programada.
- 2003 - (14 de Abril) 99% do genoma humano foi sequenciado pelo Projeto do Genoma Humano (com uma precisão de 99,99%)[1].
- 2004 - Linda B. Buck e Richard Axel receberam o Prêmio Nobel de Fisiologia ou Medicina pelas suas descobertas genes receptores odoríferos e organização do sistema olfactivo
- 2005: Daynna W. Scol  recebeu nobel de Fisiologia pelas descobertas de genes no sistema auditivo